# Jean Louvet
Pour l’article homonyme, voir Jean Louvet (président de Provence).
Jean Louvet est un écrivain et dramaturge belge né à Moustier-sur-Sambre le 28 septembre 1934 et mort à La Louvière le 29 août 2015. Auteur dramatique original, dont l'écriture est issue de sa terre natale traversés par la question sociale et l’identité wallonne, Jean Louvet est aussi un des promoteurs du Manifeste pour la Culture wallonne de 1983.

## Biographie
Jean Louvet est né à Moustier-sur-Sambre le 28 septembre 1934 et reste profondément marqué par son enfance vécue dans un milieu de mineurs et d'ouvriers. Il est toutefois pris en charge par un aristocrate cultivé qui lui donne accès à sa bibliothèque et accomplit ses humanités classiques à Namur, puis s'engage dans l'armée belge pendant trois ans pour payer ses études universitaires.
Licencié en philologie romane de l’Université libre de Bruxelles (1959), Jean Louvet est nommé professeur de français à l’athénée de Morlanwelz.
Influencé par Sartre et par Brecht, sa carrière littéraire commence au début des années 1960. Pendant la grève générale de l'hiver 1960-1961 contre la loi unique, Jean Louvet prend conscience de la possibilité qu'il a de créer une troupe de théâtre avec des comédiens amateurs qui se sont investis dans les Jeunes Gardes socialistes (JGS) afin de continuer l'action de cette grève retentissante en Wallonie,. Il choisit la ville de La Louvière pour y résider. Ainsi naît la troupe du « Théâtre prolétarien » de La Louvière qui présente, dès 1962, Le train du bon Dieu, sa première écriture (publiée en 1976).
Les pièces de Jean Louvet s’inscrivent « dans l’histoire, la vie et l’intériorité des êtres ». Le réalisme y rejoint le symbolisme et l’allégorie. Pour Jean-Marie Piemme, les pièces de Louvet ont un ancrage wallon, mais son regard s'étend au-delà.
Dès 1980, le « Théâtre prolétarien » devient le « Studio-Théâtre de la Louvière », la troupe est composée de comédiens non professionnels. De plus, chacun(e) est convié(e) selon sa disponibilité à écrire sa propre pièce de théâtre, une approche qui rencontre un réel succès. Les pièces de Jean Louvet s’inscrivent dans l’histoire, la vie et l’intériorité des êtres. Le réalisme y rejoint le symbolisme et l’allégorie, le poids des idées contraste avec le raffinement de l’écriture.
Le projet de film intitulé : "Marx à Bruxelles" n'a pas abouti. Y ont collaboré, outre Jean Louvet (scénariste) : Hubert Galle, Marianne Mesnil, Christian Mesnil et Yannis Thanassekos. Plus tard, en 1984, Louvet interprétera Louis dans "Terminus Tivoli" d’Hubert Galle.
Coauteur et promoteur du Manifeste pour la culture wallonne (1983) qui connaîtra une deuxième édition en 2003, Manifeste pour une Wallonie maîtresse de sa culture, de son éducation et de sa recherche. Depuis sa création jusqu'à sa mort, Jean Louvet préside Mouvement du Manifeste Wallon (MMW).
Jean Louvet a reçu le prix du « Wallon de l'année 2002 ». Lauréat du prix de la SACD et du prix triennal de Littérature dramatique en 1984. En 1990, il a obtenu le Prix André Praga pour l’ensemble de son œuvre.
En 2011, il est fait Officier du Mérite wallon.
En août 2015, Jean Louvet assiste à la lecture de sa dernière pièce au Festival de Théâtre de Spa et meurt à La Louvière le 29 août 2015,.

## Famille
Jean Louvet est l'époux de Janine Laruelle, céramiste, peintre, dramaturge et comédienne.

## Œuvre
- Théâtre I, AML/Labor, Coll. Archives du futur, 2006,  (ISBN 978-2-87168-033-8)

1. Le Train du bon Dieu (1962)
2. L’An un (1963)
3. À bientôt, Monsieur Lang
4. Mort et résurrection du citoyen Julien T. (1967)
5. Les Clients
6. Le Bouffon

- Théâtre II, AML/Luc Pire, Coll. Archives du futur, 2008,  (ISBN 978-2-87168-052-9)

1. L’Aménagement
2. Conversation en Wallonie (dont la version inédite due à l’Ensemble Théâtral Mobile) (1978)
3. La Farce du sous-marin (inédit)
4. L’homme qui avait le soleil dans sa poche Prix triennal du théâtre (1982)
5. Un Faust (1985)

- Théâtre III, AML, Coll. Archives du Futur, 2012,  (ISBN 978-2-87168-066-6)

1. Le Sabre de Tolède
2. Jacob seul
3. Le Grand Complot : compte rendu dans Toudi[16]. (1990)
4. Un homme de compagnie (1992)
5. Simenon (1994)

- Théâtre IV, AML, Coll. Archives du Futur, 2017,  (ISBN 978-2-507055-400)

1. La nuit de Courcelles
2. L'annonce faite à Benoît (1996)
3. Le Coup de semonce (1995)
4. Madame Parfondry est revenue
5. Devant le mur élevé
6. Pierre Harmignie, numéro 17 - Prêtre

- Théâtre V, AML, Coll. Archives du Futur, 2020  (ISBN 978-2-507056940).

1. Ma nuit est plus profonde que la tienne (2003)
2. Un goût de menthe poivrée
3. Bois du Cazier (2006)
4. Le Rebelle de Cométra
5. Le Chant de l'oiseau rare
6. Suivi de Poèmes

- Théâtre VI, AML, Coll. Archives du Futur, 2024  (ISBN 978-2-87168-103-8).

1. Comme un secret inavoué (2013)
2. Une soirée ordinaire (2014)
3. La souffrance d'Alexandre (2014)
4. Tournée générale (2015)
5. Suivi de Le Fil de l'Histoire

- Comme un secret inavoué, Carnières, Belgique, Éditions Lansman, 2013, 36 p.  (ISBN 978-2-87282-962-0)
- La Souffrance d’Alexandre, Manage, Belgique, Éditions Lansman, 2014, 38 p.  (ISBN 978-2-8071-0013-8)
- Une soirée ordinaire, Manage, Belgique, Éditions Lansman, 2014, 38 p.  (ISBN 978-2-8071-0013-8).
- Tournée générale, Manage, Belgique, Éditions Lansman, 2014, 38 p.  (ISBN 978-2-8071-0076-3) : la p. 4 de couverture de cette édition indique que Jean Louvet « est décédé le 29 août 2015, peu de temps après avoir déposé ce manuscrit chez son éditeur. »
- Au fil de l'histoire de Jean Louvet (ensemble de textes de l'auteur adaptés au théâtre par Armand Delcampe au théâtre Blocry de Louvain-la-neuve, le 20 septembre 2016 et choisis par Vincent Radermecker) Strépy-Bracquegnies, 2016).